# Sałacie (przystanek kolejowy)
Sałacie (biał. Салацце, ros. Салатье) – przystanek kolejowy w miejscowości Sałacie, w rejonie grodzieńskim, w obwodzie grodzieńskim, na Białorusi. Leży na linii dawnej Kolei Warszawsko-Petersburskiej.